# Schlacht von Krtsanisi
Die Schlacht von Krtsanisi ereignete sich am 11. September 1795 zwischen den Streitkräften Georgiens und Persiens. Sie endete in einer Niederlage der Georgier, der Plünderung ihrer Hauptstadt Tiflis und der Wiedererlangung der Vorherrschaft der Perser über Georgien.
Das christliche Georgien war für Jahrhunderte Teil des persischen Reiches gewesen. Als sich die Dynastie der Safawiden im Niedergang befand, begannen die Georgier, ihren Einfluss im Südkaukasus auszudehnen und Bündnisse mit Russland gegen das Perserreich und das Osmanische Reich zu suchen. Im Jahre 1783 schloss König Erekle II. mit der russischen Zarin Katharina II. den Vertrag von Georgijewsk, in dem Georgien sich verpflichtete, das russische Protektorat anzuerkennen und seine Streitkräfte in den Dienst des russischen Reiches zu stellen. Russland garantierte die territoriale Integrität des georgischen Königreichs und versprach militärische und politische Hilfe gegen Bedrohungen von außen. Russland sollte zwei Bataillone und vier Kanonen in Georgien stationieren und der russische Kommandeur für die kaukasische Grenze war verantwortlich, im Falle einer Invasion weitere Truppen zur Verfügung zu stellen.
Der persische Schah Aga Mohammed Khan, der die Zeit der Führungslosigkeit in Persien beendet und die Dynastie der Kadscharen errichtet hatte, betrachtete den Vertrag als Aggression und verlangte von Erekle II., den Vertrag zu kündigen. Erekle lehnte dies ab. Russland kam seinen vertraglichen Verpflichtungen jedoch nicht nach und zog selbst die zwei symbolischen Bataillone im Jahre 1787 wegen des Russisch-Österreichischen Türkenkrieges ab.
Im Spätsommer 1795 fiel Aga Mohammed Schah mit 35.000 Soldaten im Osten Georgiens ein und marschierte in Richtung Tiflis. Erekle konnte nur eine Streitmacht von 5000 Männern aufstellen. Am 8. und 9. September 1795 konnten die Georgier die Perser in den Tälern, die in Richtung Tiflis führten, erfolgreich aufhalten. Die entscheidende Schlacht begann am 10. September in Krtsanisi nahe Tiflis, wobei die Georgier sich den Persern erfolgreich widersetzten. Aga Mohammed dachte schon an Rückzug, zwei Überläufer aus Tiflis verrieten den Persern jedoch die Schwachstellen der georgischen Verteidigung. Am 11. September wurden die Georgier besiegt, wobei sich der 75-jährige König Erekle II. selbst auf dem Schlachtfeld auszeichnete.
Als Ergebnis dieser Niederlage wurde Tiflis besetzt, neun Tage lang geplündert und zerstört, wobei die persischen Truppen ein Massaker anrichteten. Etwa 15.000 Gefangene wurden weggeführt. Die persische Vorherrschaft über Georgien wurde wiederhergestellt.